# Moeen Ali
Moeen Munir Ali OBE (* 18. Juni 1987 in Birmingham, Vereinigtes Königreich) ist ein englischer Cricketspieler, der zwischen 2014 und 2024 für die englische Nationalmannschaft spielte.

## Kindheit und Ausbildung
Der Vater von Ali arbeitete als psychiatrischer Krankenpfleger und Ali hat drei Geschwister. Cricket spielt in seiner Familie eine wichtige Rolle. Neben seinem Vater der in lokalen Ligen spielte, spielte sein Cousin Kabir Ali Test-Cricket für England und sein Bruder Kadeer Ali First-Class-Cricket für Worcestershire und Gloucestershire. In 2005 war Moeen Ali Teil der U19-Nationalmannschaft die Touren in Indien und Bangladesch absolvierte. In der Folge führte er die Mannschaft als Kapitän zum ICC U19-Cricket-Weltmeisterschaft 2006, mit der er das Halbfinale erreichte.

## Aktive Karriere

### Anfänge in der Nationalmannschaft
Mit 15 Jahren unterschrieb er einen Vertrag mit Warwickshire. Jedoch war er dort nicht glücklich und wechselte zum Ende der Saison 2006 nach Worcestershire. In der folgenden Saison hatte er dann einen wichtigen Anteil am Gewinn der NatWest Pro40 League 2007. Nach guten Leistungen war er Teil der englischen A-Nationalmannschaft. In der Saison 2010 erreichte er dann 1.260 Runs. In der County Championship 2013 gelangen ihm sogar 1.375 Runs und er wurde von der Professional Cricketers’ Association (PCA) als bester Run-Scorer der Saison als Spieler des Jahres ausgezeichnet. Sein Debüt in der Nationalmannschaft folgte bei der Tour in den West Indies im Februar 2014. Dabei gab er sein Debüt im ODI-Cricket und konnte in der Serie ein Fifty über 55 Runs erreichen. Auch absolvierte er bei der Tour sein Debüt im Twenty20-Cricket. Daraufhin wurde er für den ICC World Twenty20 2014 nominiert, bei dem er als beste Leistung 36 Runs gegen Neuseeland erzielte. Im Sommer folgte sein Debüt im Test-Cricket gegen Sri Lanka, für das er vorwiegend auf Grund seiner Bowling-Fähigkeiten ausgewählt wurde. Im zweiten Test der Serie gelang ihm dann ein Century über 108* Runs aus 281 Bällen, womit er die Serienniederlage jedoch nicht vermeiden konnte. Bei der folgenden Tour gegen Indien erreichte er zunächst 3 Wickets für 105 Runs im ersten Test, bevor ihm im dritten 6 Wickets für 67 Runs gelangen. Im vierten Test folgten dann noch einmal 4 Wickets für 39 Runs. Dabei sorgte er für Aufsehen, als er in Folge des Gaza-Kriegs ein Armband mit „Save Gaza“ trug, was ihm der Referee daraufhin verbot. In der ODI-Serie folgte dann ein Fifty über 67 Runs. Im November reiste er mit dem Team nach Sri Lanka, wo er ein Century über 119 Runs aus 87 Bällen und ein weiteres Fifty (58 Runs) erzielte. Dabei erklärte er, dass er zukünftig auf einen seiner Bowling-Stile, den Doosra der seine Test-Nominierung erst ermöglichte, verzichten wird, da die Gefahr das dieses als illegales Bowling gewertet wird zu hoch sei. Daraufhin folgte seine Nominierung für den Cricket World Cup 2015, wo er gegen Schottland ein Century über 128 Runs aus 107 Bällen erreichte. Nach dem Turnier erreichte er 3 Wickets für 51 Runs im zweiten Test in den West Indies.
Die Saison 2015 begann dann mit einem Fifty und 3 Wickets für 94 Runs im ersten Test gegen Neuseeland. Im weiteren Verlauf des Sommers erzielte er zwei Fifties (77 und 59 Runs) und zwei Mal drei Wickets (3/59 und 3/102) in der Ashes-Series gegen Australien. In der Twenty20-Serie folgte dann ein weiteres Fifty (72* Runs) für das er als Spieler des Spiels ausgezeichnet wurde und in den ODIs drei Wickets (3/32). Zu Beginn der Saison 2015/16 erzielte er gegen Pakistan je ein Mal drei Wickets (3/108) in den Tests und in den ODIs (3/53). Dies wurde gefolgt mit sieben Wickets (4/69 und 3/47) im ersten Test in Südafrika, für das er als Spieler des Spiels ausgezeichnet wurde. Ein weiteres Fifty (61 Runs) in der Test-Serie und ein weiteres Mal drei Wickets (3/43) in den dazugehörigen ODIs schlossen die Tour für ihn ab. Daraufhin zog er sich von der Auktion für die Indian Premier League 2016 zurück, da der Verband Befürchtungen über seine Belastungen hatte. Beim ICC World Twenty20 2016 war dann seine beste Leistung 41* Runs gegen Afghanistan, mit dem er als Spieler des Spiels einen wichtigen Schritt für das team auf dem Weg zum Finaleinzug machte.

### Kampf um den Platz im Kader
In der Zeit hatte er zum Teil Formschwächen zu überwinden und musste um seinen Platz im Kader kämpfen. Zu Beginn des Sommers erfolgte ein Century über 155* Runs aus 207 Bällen in der Test-Serie gegen Sri Lanka. Daraufhin folgte eine Test-Serie gegen pakistan. Nach 3 Wickets für 88 Runs im zweiten Test und zwei Fifties (63 und 86*) im dritten gelang ihm dann ein Century über 108 Runs aus 152 Bällen im abschließenden vierten Spiel der Serie. Für den dritten Test wurde er dann auch als Spieler des Spiels ausgezeichnet. Die Saison 2016/17 begann in Bangladesch bei dem ihm drei Wickets (3/75) und ein Fifty (68 Runs) im ersten und ein Five-for (5/57) im zweiten test gelangen. Daraufhin reiste er mit dem Team weiter nach Indien. Die Serie begann er mit einem Century über 117 Runs aus 213 Bällen. Nach drei Wickets (3/98) im zweiten Test und einem Fifty (50 Runs) im vierten folgte dann ein weiteres Century über 146 Runs aus 262 Bällen. Auch in der zugehörigen ODI-Serie konnte er dann mit 55 Runs im zweiten Spiel wieder ein Fifty erreichen. Zu Beginn des Sommers erzielte er ein Fifty über 77* Runs in der ODI-Serie gegen Südafrika. Bei der daraufhin stattfindenden ICC Champions Trophy 2017 konnte er dann nicht herausragen. Nach dem Turnier wurde die Test-Serie gegen Südafrika ausgetragen, wobei er im ersten Spiel nicht nur ein Fifty (87 Runs) erreichte, sondern auch sein erstes Ten-for (4/59 und 6/53).Für den deutlichen Sieg, den er damit ermöglichte, wurde er als Spieler des Spiels ausgezeichnet. In den folgenden beiden Tests folgten jeweils ein Mal vier Wickets (4/78 und 4/45), wobei er im dritten Test einen Hattrick erreichte. Im abschließenden vierten Test konnte er dann ein weiteres Fifty über 75* Runs und 5 Wickets für 69 Runs erzielen, womit er den Seriensieg sicherte und wurde so als Spieler des Spiels und der Serie ausgezeichnet. Der Sommer endete dann gegen die West Indies mit einem Fifty (84 Runs) in den Tests und ein Fentury über 102 Runs aus 57 Bällen in den ODIs. Gerade letzteres stach als sein bis dahin schnellste Century heraus.
Die zu Beginn der Saison 2017/18 stattfindende Ashes-Series verlief für ihn enttäuschend, auch weil er sich am Finger verletzt und nur eingeschränkt bowlen konnte. Im letzten ODI der Tour gelangen ihm dann doch noch einmal 3 Wickets (3/36). Ebenso erzielte er drei Wickets (3/36) in der folgenden ODI-Serie in Neuseeland, für das er ausgezeichnet wurde. Jedoch konnte er im ersten Test nicht überzeugen und wurde erstmals seit seinem Debüt aus dem Test-Kader gestrichen. Er nahm dann erstmals an der Indian Premier League teil, wo er für die Royal Challengers Bangalore spielte. Im Sommer gelangen ihm gegen Australien in der ODI-Serie zwei Mal drei (3/43 und 3/28) und ein Mal vier (4/46) Wickets. Gegen Indien war er im August dann wieder im Test Team vertreten. Dort gelangen ihm ersten Test nach seiner Rückkehr neun Wickets (5/63 und 4/71) und im zweiten ein Fifty über 50 Runs. Im November reiste er dann mit dem Team nach Sri Lanka, wo er in der Test-Serie vier Mal vier Wickets erreichte (4/66, 4/71, 4/72 und 4/92). Zum Jahresbeginn folgte eine weitere Test-Serie in den West Indies, bei dem er drei Mal drei Wickets (3/78, 3/62, 3/99) und ein Mal vier Wickets (4/36) als Bowler und ein Fifty (60 Runs) als Batter erreichte. Als Teil des englischen Teams war er dann Teil der Mannschaft die den Cricket World Cup 2019 gewinnen konnte. Seine beste Leistung dabei waren 3 Wickets für 50 Runs gegen Pakistan. Nachdem er in den weiteren Tests des Sommers nicht überzeugen konnte, wurde er nach dem ersten Test der Ashes Tour 2019 aus dem Test-Kader gestrichen und Ali erklärte, dass er in dem Format eine längere Auszeit nehmen werde. Daraufhin verlor er auch seinen vollen Vertrag mit dem englischen Verband.

### Ernennung zum Vize-Kapitän
Nachdem er im September gegen Pakistan ein Fifty (61 Runs) in den Twenty20s erreicht hatte, übernahm er in der Twenty20-Serie gegen Australien erstmals die Kapitänsrolle. Am Ende des Jahres sollte er wieder in den test-Kader zurückkehren, doch viel er nach einer Erkrankung für die Tour in Sri Lanka aus. Bei der folgenden Tour in Indien kam er dann im zweiten Test wieder zurück ins Test-Team. Dabei gelangen ihm zwei Mal vier Wickets (4/128 und 4/98). Daraufhin reiste er jedoch aus Indien ab, auch weil das Spielen in der Covid-19 bedingten Bubble seinen Tribut forderte. Jedoch stellte das englische Team später klar, dass es der Team-Politik entsprach ihm eine Auszeit zu geben. Im September 2021 erklärte er dann endgültig seinen Rücktritt von Test-Cricket und fokussierte sich auf die kürzeren Formate. Beim ICC Men’s T20 World Cup 2021 konnte er dann bei der Niederlage im Halbfinale gegen Neuseeland 51* Runs erreichen. Im Januar folgte eine Tour in den West Indies, bei der er ein Mal drei Wickets (3/31) und ein Fifty über 63 Runs erzielte und für beides als Spieler des Spiels ausgezeichnet wurde. Im Sommer gelangen ihm bei der ODI-Serie in den Niederlanden 3 Wickets für 57 Runs. Dem folgte eine Twenty20-Serie in Südafrika, wobei er ein Fifty über 52 Runs erreichte. Zu Beginn der Saison 2022/23 konnte er dann in Pakistan zwei weitere Fifties (55* und 51* Runs) erzielen, was jedoch jeweils nicht zum Sieg reichte. Dem folgte der ICC Men’s T20 World Cup 2022, bei dem England den Titel gewann und er als beste Leistung 24* Runs in der Vorrunde bei der Niederlage gegen Irland erzielte. Zu Beginn des Jahres 2023 folgten dann ein Fifty (51 Runs) in der ODI-Serie in Südafrika. Für die Ashes Tour 2023 gab er seine Rückkehr zum Test-Cricket bekannt und erzielte in der Serie ein Fifty (51 Runs) und drei Wickets (3/76). Jedoch erklärte er nach der Tour seinen endgültigen Rücktritt vom Test-Cricket. Im September gelangen ihm 4 Wickets für 50 Runs in der ODI-Serie gegen Neuseeland. Daraufhin wurde er für den Cricket World Cup 2023 nominiert und seine beste Leistung waren drei Wickets (3/42) gegen die Niederlande. Auch spielte er beim ICC Men’s T20 World Cup 2024 und erreichte dort als beste Leistung 25 Runs gegen Australien. Im September erklärte er daraufhin dann seinen Rücktritt vom internationalen Cricket.

## Auszeichnungen
Für das Jahr 2015 wurde er als einer der fünf Wisden Cricketers of the Year benannt. Im Juni 2022 wurde er bei der Queen’s Birthday Honours List mit einem OBE ausgezeichnet.

## Privates
Ali ist verheiratet und hat zwei Kinder. Er ist Muslim und erklärte, dass er es für wichtig hält, seine Religion, unter anderem durch seinen Bart, zu repräsentieren.